# دارين هوارد
دارين هوارد (بالإنجليزية: Darren Howard)‏ هو لاعب كرة قدم أمريكية أمريكي، ولد في 19 نوفمبر 1976 في سانت بيترسبرغ في الولايات المتحدة.

## وصلات خارجية
- دارين هوارد على موقع مرجع كرة القدم المحترفة.كوم (الإنجليزية)